# Друзі і роки
«Друзі і роки» (рос. «Друзья и годы») — радянський художній фільм 1965 року, режисера Віктора Соколова.

## Сюжет
Екранізація популярної в 1960-х роках п'єси Леоніда Зоріна про людей одного покоління, на долю яких дуже по-різному відбилися найважливіші етапи життя Країни Рад в період з 1930-х років по 1960-ті роки.

## У ролях
- Олександр Граве —  Володимир Платов
- Наталія Величко —  Люда
- Юрій Яковлєв —  Юрій Державін
- Зиновій Високовський —  Гриша Костанецький
- Ніна Веселовська —  Таня
- Олег Анофрієв —  Вадим Лялін
- Володимир Кенігсон —  Куканов
- Наталія Антонова —  Надя
- Іван Кудрявцев —  Печерський
- Павло Борискін —  Андрій
- Софія Пилявська —  мати Григорія
- В'ячеслав Невинний —  Ігор
- Валентина Чемберг —  провідниця

## Знімальна група
- Режисер — Віктор Соколов
- Сценарист — Леонід Зорін
- Оператор — Едуард Розовський
- Композитор — Веніамін Баснер
- Художник — Марксен Гаухман-Свердлов